# Alastair Reynolds
Alastair Preston Reynolds  (Barry (Wales), 13 maart 1966) is een Britse sciencefictionschrijver.

## Carrière
Reynolds woonde in Cornwall gedurende zijn jeugd, verhuisde terug naar Wales en studeerde natuurkunde en astronomie aan de universiteit van Newcastle upon Tyne. Hij promoveerde in de astronomie in St. Andrews, Schotland. Tot 2004 werkte hij voor de Europese Ruimtevaartorganisatie.
Reynolds schrijft voornamelijk harde sciencefiction en space opera. Na een aantal korte verhalen publiceerde hij in 2000 zijn eerste boek Revelation Space (in het Nederlands vertaald als Het Raadsel van de Amarantin). Dit bleek het eerste van een reeks boeken en novelles die zich afspelen binnen eenzelfde wereld, het 'Revelation Space-universum'. De meeste personages die hierin voorkomen, keren terug in meerdere boeken, maar nooit meer dan eens als hoofdpersonage. Meestal behoren ze tot een groepering die op gespannen voet staat met die van de hoofdpersonages in andere titels. Reynolds' trilogie Poseidon's Children (2012-2015) bestaat uit drie boeken waarin de mensheid (inclusief een waterademend ras) in een elk deel verdere toekomst andere planeten koloniseert. 
Reynolds roman Chasm City won in 2001 de BSFA Award. Hij won in 2015 een Locus Award voor zijn novelle Slow Bullets en in 2016 een tweede voor zijn boek Revenger. Zijn korte verhalen Zima Blue en Beyond the Aquila Rift werden bewerkt tot animaties in de serie Love, Death & Robots.
Reynolds verhuisde in 1991 naar Nederland en woonde met zijn vrouw Josette in Noordwijk. Hij ging zich in maart 2004 volledig toeleggen op zijn auteurschap en verhuisde in 2008 terug naar Wales. Hij en zijn gezin wonen in de buurt van Cardiff. 

### Series
Revelation Space - The Inhibitor Sequence
- Revelation Space (2000) (vertaald als Het Raadsel van de Amarantin)
- Redemption Ark (2002)
- Absolution Gap (2003)
- Inhibitor Phase (2021)

Revelation Space - The Prefect Dreyfus Emergencie
- The Prefect/Aurora Rising (2007)
- Elysium Fire (2018)

Revelation Space - Stand-alone
- Chasm City (2001, winnaar BSFA Award)

Poseidon's Children
- Blue Remembered Earth (2012)
- On the Steel Breeze (2013)
- Poseidon's Wake (2015)

Revenger
- Revenger (2016, winnaar Locus Award)
- Shadow Captain (2019)
- Bone Silence (2020)

Doctor Who
- Harvest of Time (2013)

### Losstaand
- Century Rain (2004)
- Pushing Ice (2005)
- House of Suns (2008)
- Terminal World (2010)
- The Medusa Chronicles (2016)
- Eversion (2022)

### Collecties
- Diamond Dogs, Turquoise Days (2003)
- Zima Blue and Other Stories (2006)
- Galactic North (2006)
- Deep Navigation (2010)
- Beyond the Aquila Rift (2016)
- Belladonna Nights and Other Stories (2021)

### Novelles
- Thousandth Night (2005)
- The Six Directions of Space (2007)
- Troika (2010)
- Slow Bullets (2015, winnaar Locus Award)
- The Iron Tactician (2016)
- Permafrost (2019)